# إسطركن أمازوني
إسطركن أمازوني (الاسم العلمي:Strychnos amazonica) هو نوع من النباتات يتبع جنس الإسطركن من الفصيلة اللوغانية.